# Walckenaeria dixiana
Espèce
Synonymes
- Cornicularia dixiana Chamberlin & Ivie, 1944

Walckenaeria dixiana est une espèce d'araignées aranéomorphes de la famille des Linyphiidae.

## Distribution
Cette espèce est endémique de Géorgie aux États-Unis,. Elle se rencontre dans le comté de Chatham.

## Description
Les mâles mesurent de 1,5 à 1,65 mm et les femelles de 1,9 à 1,95 mm.

## Étymologie
Son nom d'espèce lui a été donné en référence au lieu de sa découverte, Dixie.

## Publication originale
- Chamberlin & Ivie, 1944 : Spiders of the Georgia region of North America. Bulletin of the University of Utah, vol. 35, no 9, p. 1-267 (texte intégral).